# La Creu (l'Esquirol)
La Creu és una masia de Cantonigròs, municipi de l'Esquirol (Osona), inclosa a l'Inventari del Patrimoni Arquitectònic de Catalunya.

## Descripció
Masia de planta rectangular, coberta a dues vessants i amb el carener paral·lel a la façana, la qual està situada a migdia. Consta de planta baixa, primer pis i golfes. La façana presenta dos portals rectangulars un a cada banda del cos antic. Als dos extrems s'hi adossen cossos amb portals d'arc rebaixat. Damunt els portals antics hi ha finestres amb ampits motllurats. A la part de tramuntana hi ha portals tapiats i altres obertures modernes. Llevant i ponent sembla que són els murs més antics de pedra grogosa, mentre els altres sectors són de pedra més blava i més reformats. És construïda amb pedra sense polir, però moltes obertures són de pedra picada llevat d'alguns afegitons de totxo.

## Història
Està situada sota el Cingle d'Aiats i la seva història va unida a la del mas de Caselles. És, junt amb el mas de La Cabreta, una de les masoveries de Caselles, antic mas que trobem registrat en el fogatge de la parròquia i terme de Sant Julià de Cabrera de l'any 1553. L'edificació no conserva cap dada constructiva que ens permeti identificar l'època en què es construir.